# Karl Berg (Fußballspieler)
Karl Berg (* 12. Januar 1921 in Saarbrücken; † 25. September 2007) war ein deutscher Fußballspieler, der während seiner gesamten aktiven Karriere für den FV/1. FC Saarbrücken auflief und es zwischen 1950 und 1955 auf neun Einsätze für die saarländische Nationalmannschaft brachte. 

## Leben und Karriere
Dem FV Saarbrücken trat Berg am 1. Januar 1932 bei. 1939 stieg er im Alter von 18 Jahren in die erste Mannschaft auf, während der Saison 1941/42 kam der rechte Außenläufer für den FVS in der Gauliga Westmark zum Einsatz, darunter bei der 0:6-Niederlage gegen den späteren Gaumeister 1. FC Kaiserslautern. Im Januar 1943 ist Berg als Soldat des Deutschen Afrikakorps im libyschen Buerat stationiert, im Verlauf des Jahres gerät er in algerische Kriegsgefangenschaft, sodass er keinen Anteil am Einzug der „Molschder“ in das Finale um die deutsche Meisterschaft hat.
Nach dem Ende des Zweiten Weltkriegs spielte Berg beim 1. FC Saarbrücken, dem Nachfolger des im November 1945 aufgelösten FV Saarbrücken. Der Verein war zunächst dem deutschen Spielbetrieb angegliedert, sodass der Außenläufer zwischen 1946 und 1948 in der Oberliga Südwest eingesetzt wurde. Nach dem Ausschluss erhielt der Verein für die Spielzeit 1948/49 einen Startplatz in der zweiten französischen Division und belegte dort (inoffiziell, da außer Konkurrenz spielend) den ersten Rang; für Berg sind in dieser Saison neun Einsätze und acht Tore nachgewiesen. Die beiden folgenden Jahre waren vom Internationalen Saarlandpokal und zahlreichen Freundschaftsspielen in Spanien, Frankreich, England und Skandinavien geprägt, ehe im Sommer 1951 die Wiedereingliederung in die Oberliga Südwest erfolgte. Die Saison 1951/52 schlossen die Saarbrücker souverän als Tabellenerster ab und qualifizierten sich somit für die Endrunde um die deutsche Fußballmeisterschaft 1951/52. Nachdem man sich in der Gruppenphase erfolgreich gegen den FC Schalke 04, den 1. FC Nürnberg und den Hamburger SV durchsetzen konnte, ging das Finale am 22. Mai 1952 in Ludwigshafen gegen den VfB Stuttgart unglücklich mit 2:3 verloren. Nach dem 2:2-Ausgleichstreffer der Blau-Schwarzen war der angeschlagene Außenläufer Berg auf den rechten Flügel gewechselt, wodurch jedoch die Abwehrqualität der Mannschaft litt und schließlich der Treffer zum Endstand fiel. In der Schlussviertelstunde musste zudem Theodor Puff das Tor für den verletzt ausgeschiedenen Erwin Strempel hüten. Am 1. November 1955 kam Berg beim 4:3-Sieg über den AC Mailand im San Siro zu seinem einzigen Einsatz im Europapokal. Nach 126 Oberligaspielen mit 16 Toren für den 1. FC Saarbrücken beendete die „Molschder Fußball-Legende“ 1956 seine Karriere.
Am 22. November 1950 debütierte Berg für die saarländische Nationalmannschaft in deren erstem Spiel überhaupt. Beim 5:3-Sieg über die Schweiz B erzielte der rechte Außenläufer das erste Tor in der saarländischen Länderspielgeschichte. Als herausragend gilt seine Leistung beim 3:2-Sieg im WM-Qualifikationsspiel gegen Norwegen im Juni 1953. Kurz nach der norwegischen Führung musste der Abwehrchef Waldemar Philippi mit Muskelfaserriss ausgewechselt werden, Trainer Helmut Schön brachte für ihn den Offensivspieler Karl Berg. Nach Spielende wurde Berg mit zahlreichen Komplimenten bedacht, Sepp Herberger bezeichnete die Leistung als „Extraklasse“; selbst kommentierte er:

„Als Manndecker habe ich das Spiel meines Lebens gemacht. Norwegens Linksaußen hätte eigentlich gleich nach Hause gehen können.“

Sein letztes von insgesamt neun Länderspielen bestritt er am 1. Mai 1955 beim 1:1-Unentschieden gegen die Schweiz.
„De Bersch Kaal“, wie er genannt wurde, spielte noch bis 1967 in der Altherrenmannschaft der „Molschder“. Ein großes Hobby des Saarländers war die Haltung von Brieftauben. Berg arbeitete bis zu seiner Pensionierung als Bezirksstellenleiter bei Saartoto und lebte bis zu seinem Tod im Alter von 86 Jahren in Walpershofen.